# Colombo Machado Salles
Colombo Machado Salles (Laguna, 20 de maio de 1926 — Florianópolis, 14 de novembro de 2023) foi um engenheiro e político brasileiro.

## Vida
Filho de Calistrato Müller Salles e Berta Machado Salles.
Graduado em engenharia civil pela Universidade Federal do Paraná, em 1949. Na década de 1960 exerceu o cargo de Secretário de Governo do Distrito Federal.
Foi governador biônico de Santa Catarina, de 15 de março de 1971 a 15 de março de 1975. O vice-governador foi o empresário Attilio Fontana.
Em seu governo foram implantadas 85 mil linhas telefônicas e construída a Ponte Colombo Salles, a segunda ligação da Ilha de Santa Catarina com o continente.

## Publicações
- Rios e canais. Florianópolis: Editora Elbert, 1993.
- A região costeira meridional de Santa Catarina. Tubarão: Editora Unisul, 2005.
- Desafio da transformação. Tubarão: Editora Unisul, 2012.